# 北海道道249号福住女満別線
北海道道249号福住女満別線（ほっかいどうどう249ごう ふくずみめまんべつせん）は、北海道網走郡美幌町と同郡大空町を結ぶ一般道道（北海道道）である。

## 概要

### 路線データ
- 起点：北海道網走郡美幌町字福住（国道243号交点）
- 終点：北海道網走郡大空町女満別西1条2丁目（国道39号交点）
- 路線延長：23.6 km（総延長）

## 歴史
- 1957年（昭和32年）3月30日 - 155号として路線認定[1]。
- 1994年（平成6年）10月1日 - 路線番号を249号に変更[2]。

## 地理

### 通過する自治体
- オホーツク総合振興局
  - 網走郡
    - 美幌町
    - 大空町

### 交差する道路
美幌町
- 国道243号 - 字福住（起点）

大空町
- 国道334号 - 女満別開陽
- 北海道道64号女満別空港線 - 女満別西1条5丁目
- 国道39号 - 女満別西1条2丁目（終点）

### 沿線にある施設など
大空町
- 網走信用金庫女満別支店 - 女満別西1条3丁目2-5